# Pedro de Garibay

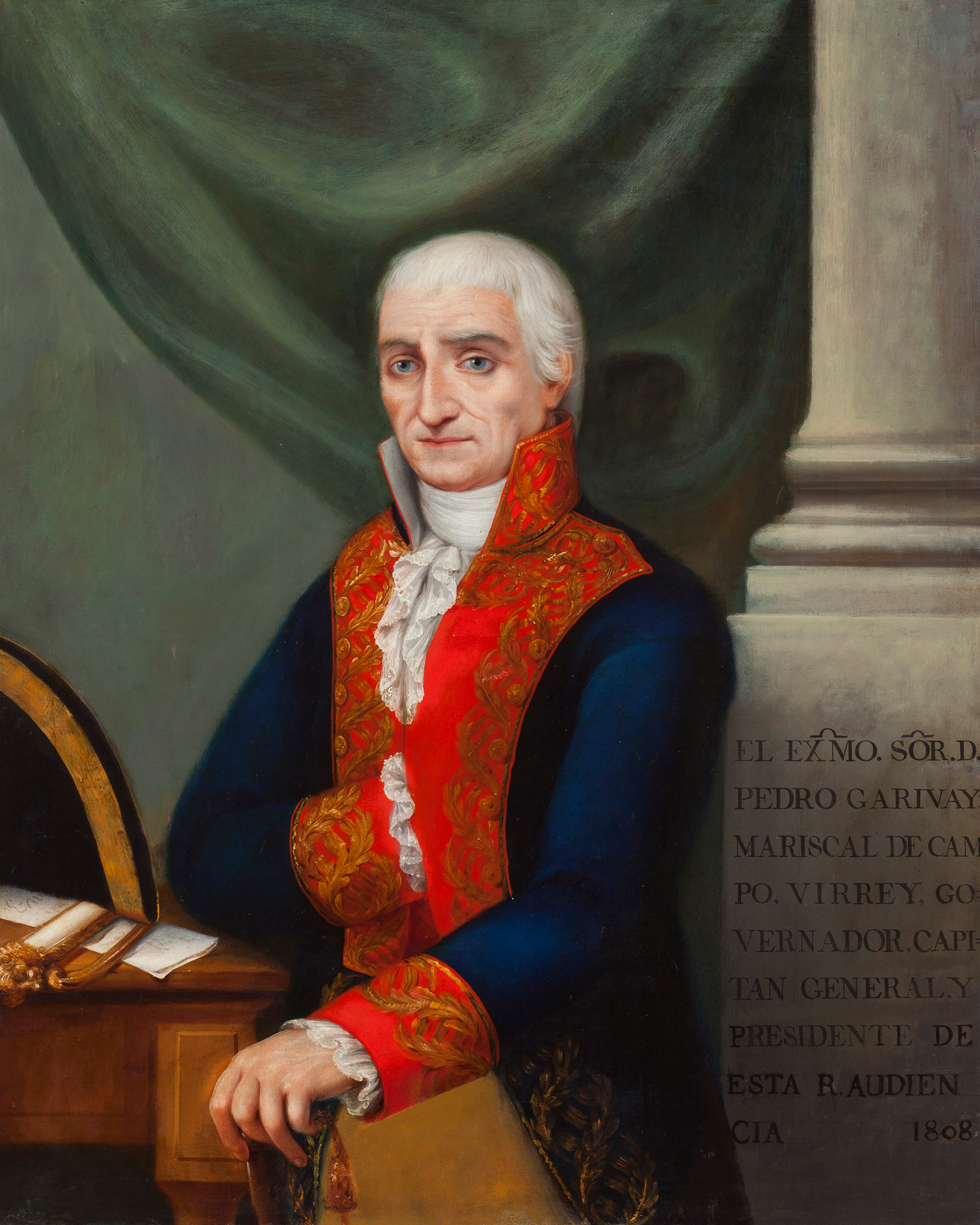
Pedro de Garibay

Pedro de Garibay (* 1729 in Alcalá de Henares, Provinz Madrid, Spanien; † 7. Juli 1815 in Mexiko-Stadt) war ein spanischer Offizier und Kolonialverwalter, der als Vizekönig von Neuspanien amtierte.

## Leben

### Militärische Karriere
Garibay machte eine Offizierskarriere in der spanischen Armee. Er nahm 1762 im Siebenjährigen Krieg am Feldzug der Spanier in Portugal teil und kämpfte in Italien und Marokko.
1764 ging er als Truppenausbilder nach Neuspanien. 1783 wurde er zum Oberst befördert, 1789 zum Brigadegeneral. Vizekönig Miguel José de Azanza erhob ihn noch zum Feldmarschall, wohl in Erwartung seiner baldigen Pensionierung.

### Nach der Besetzung Spaniens durch Napoleon
Napoleon Bonaparte ließ 1808 Spanien von französischen Truppen besetzen. Er hielt König Ferdinand VII. in Frankreich gefangen und ernannte seinen Bruder Joseph Bonaparte zum neuen König. Der königstreue spanische Widerstand versuchte militärisch, die Franzosen mit einer Guerilla-Taktik zu zermürben, während eine Junta Suprema Central in Abwesenheit Ferdinands die Regierungsgeschäfte übernahm.
In den spanischen Kolonien stellte sich die Frage, mit welcher Legitimation und in welcher Organisationsform Legislative und Exekutive weiter arbeiten sollten. Die aus Spanien entsandten Peninsulares neigten dazu, abzuwarten, bis König Ferdinand wieder handlungsfähig würde, sie hatten ihr Sprachrohr in Neuspanien in den Vertretern der Real Audiencia von Mexico. Die ansässigen Kreolen hingegen suchten eine eigenständige Lösung mit mehr örtlicher Autonomie; moderate Kräfte riefen nach einer mexikanischen Junta nach dem Vorbild des Mutterlandes, radikalere Köpfe forderten Volkssouveränität und einen eigenen Kongress, wie es die Vereinigten Staaten vorgemacht hatten.

### Staatsstreich
Nachdem die Diskussionen zwischen den Parteien in Mexiko ergebnislos blieben und der Vizekönig José de Iturrigaray der kreolischen Seite zuneigte, kam es am 15. September 1808 zum Staatsstreich der Peninsulares.
Einige hundert Mann unter der Führung des Kaufmannes Gabriel de Yermo stürmten (mit Wissen und Billigung der Audiencia und des Erzbischofs) den Palast des Vizekönigs, nahmen ihn und seine Familie gefangen und erklärten ihn für abgesetzt.

### Amtszeit als Vizekönig
An Stelle des abgesetzten Iturrigaray berief die Audiencia den ranghöchsten Offizier der Kolonie zum Vizekönig. Dies war Pedro de Garibay, der zu diesem Zeitpunkt als „alt und gebrechlich“ geschildert wird.
Mit großer Härte ließ er alle vermeintlichen Vertreter einer Unabhängigkeitsbewegung verfolgen: Francisco Primo de Verdad (der in der Gefangenschaft starb), Juan Francisco Azcárate, José Antonio Cristo und Melchor de Talamantes (der in der Haft an Gelbfieber starb) wurden festgenommen.
Gabriel de Yermo zog sich aus dem politischen Geschehen zurück, seine Mitstreiter aber formten eine Freiwilligenmiliz, die sich selbst Reales Fieles (deutsch: Königstreue) oder Patriotas de Fernando VII  (deutsch: Patrioten von Ferdinand VII.) nannten, vom Volk aber wegen ihrer blauen Uniformjacken Chaquetas genannt wurden. Die Miliz machte Jagd auf vermeintliche Befürworter der Unabhängigkeit und marodierte in den Wochen nach dem Staatsstreich derart, dass Garibay sie im Oktober auflöste und verbot.
Neue Unruhe brachte Charlotte Joachime von Spanien in die Kolonie. Die Schwester von König Ferdinand war mit ihrem Mann Johann VI., dem König von Portugal, vor Napoleon nach Brasilien geflohen. Sie hatte die Idee lanciert, ihren Sohn Peter als dynastisch legitimen Regenten von Neuspanien (und der anderen spanischen Kolonien in Lateinamerika) zu benennen. Dieser Gedanke fand Zuspruch bei einer Reihe von Politikern, den Carlotistas.
Auch das napoleonische Frankreich bemühte sich um Neuspanien. Der französische General Octavio d'Alvimar suchte in Texas die Kräfte der Unabhängigkeitsbefürworter zu sammeln. Er wurde gefasst und ausgewiesen.
Auf Geheiß der Audiencia veröffentlichte der Vizekönig, der in politischen Fragen denkbar unerfahren war, die Beschlüsse und Verlautbarungen der Junta Suprema Central, welche die Oidores dann doch als legitime Regierungsinstitution anerkannten. Garibay und seine Verwaltung versuchten, die königstreue Seite in Spanien mit dringend benötigten Geldmitteln zu unterstützen. Als das Bündnis mit England den Schiffsverkehr über den Atlantik wieder sicher machte, wurden zusätzliche Handelsschiffe gebaut.

### Absetzung und Tod
Der Konflikt zwischen den königstreuen Kräften und den Befürwortern einer Autonomie bzw. Unabhängigkeit Mexikos schwelte indes weiter. Der Bischof von Michoacán, Manuel Abad y Queipo, bat brieflich die Junta in Spanien um militärische und politische Verstärkung. Auch die Audiencia erkannte, das Garibay nicht der geeignete Mann war, um die Einheit der Kolonie wiederherzustellen.
In Cádiz wählte man als neuen Vizekönig den Erzbischof von Mexiko, Francisco Javier de Lizana y Beaumont, der schon beim Sturz des Vizekönigs Iturrigaray eine wesentliche Rolle gespielt hatte. Die Ernennung erreichte Mexiko-Stadt Mitte Juli 1809.
Garibay wollte eigentlich nach Europa zurückkehren, seine finanziellen Mittel ließen das aber nicht zu. Der Kaufmann Gabriel de Yermo, Anführer des Staatsstreichs vom 15. September 1809 gewährte Garibay schließlich eine Pension von 500 Pesos pro Monat. Nach der Rückkehr von Ferdinand nach Spanien wurde Garibay 1814 in den Orden Karls III. aufgenommen, zum Generalleutnant befördert und mit einer jährlichen Pension von 10.000 Pesos belohnt.
Er starb im Juli 1815 in Mexiko-Stadt.